# 多田木・川島 茶の間でショウ
多田木・川島 茶の間でショウ（ただき・かわしま ちゃのまでショウ）は、東海ラジオ放送で、日曜午後に放送されていたラジオ番組。放送期間は、2010年4月11日 - 2014年9月28日。

## 概要
パーソナリティの多田木亮佑と川島葵が、日曜のお昼に身近な話題、気になるニュース、昭和の音楽、ゲストなどで演出、ちょっと懐かしいコントをアクセントにお茶の間の雰囲気を届けるラジオ番組。2012年4月15日より川島に代わり講談師の古池鱗林が担当となり、番組名が多田木・古池 茶の間でショウに変更となった。

## 放送時間
2010年～2014年ナイターイン期
- 毎週日曜日12時00分 - 14時00分 (JST)

2010年～2013年ナイターオフ期
- 毎週日曜日12時00分 - 15時00分 (JST)
  - デーゲーム中継（ガッツナイター）やマラソン中継の放送がある場合は短縮、放送休止の場合があり。

## パーソナリティ
- 多田木亮佑
- 古池鱗林（現・旭堂鱗林）（2012年4月15日から最終回までアシスタント）

## 過去のパーソナリティ
- 川島葵（2012年4月8日までアシスタント）

## 主なコーナー
- 「トラベラジオ～行ってみたいなヨソの国」
- 「あの頃オレはナウかった」
- 「お茶の間ミニ川柳」